# Prinsessen som ikke ville le
Prinsessen som ikke ville le (russisk: По щучьему веленью, translit.: Po sjtjutjemu velenju, på dansk På geddens befaling) er en sovjetisk eventyrfilm i sort/hvid fra 1938 instrueret af Aleksandr Rou.
Filmen er baseret på et skuespil af samme navn af Jelizaveta Tarakhovskaja, der igen er baseret på en række slaviske folkeeventyr.
Filmen havde dansk premiere i 1947 under titlen Prinsessen som ikke vilde le.

## Handling
Filmen handler om bonden Jemelja, der fanger en magisk gedde, som han slipper løs igen, hvorefter gedden lover ham, at alle hans øsnker skal gå i opfyldelse.
Samtidig sender zar sine mænd ud i alle fire verdenshjørner for at finde en mand, der kan få zarens triste prinsesse til at le og zaren lover, at den mand, der kan få prinsessen til at le, vil få lov at gifte sig med hende. En af zarens udsendinge ser Jemelja, mens Jemelja har fået sit ønske opfyldt om at blive kørt hjem af sin slæde uden at blive trukket af en hest. Udsendingen beder Jemelja om at følge ham til zaren, men Jemelja afviser og forlanger, at zaren kommer til ham. 
Ved zarens hof har ingen af bejlerne kunnet få prinsessen til at le. Udsendingen kommer tilbage til hoffet og fortæller om det mirakel han har set. Zaren sender straks sine generaler og soldater for at hente Jemelja. Jemelja får imidlertid til at danse rundt ved at bruge et ønske, men accepterer herefter at tage med soldaterne til zarens hof. Fulgt af soldaterne kører han syngende og spillende gennem landet, og da han ankommer til hoffet har han held til at få prinsessen til at dance og le. Zaren vil imidlertid ikke lade sin datter gifte sig med en simpel bonde, hvorfor Jemelja og prinssen forlader hoffet. Zaren sender sine soldater efter parret og forlanger at bringe dem tilbage til hoffet, døde eller levende. Det lykkes dog ikke soldaterne at fange de to.
Det nyforelskede par ryster forfølgerne af sig og slår sig ned langt ude på landet sammen med JJemeljas mor og andre gode mennesker. I filmens slutscene spinger den magiske gedde op til Jemela, der er omgivet af landsbybeboerne, de kysser, og gedden svømmer ud i søen igen.

## Medvirkende
- Pjotr Savin som Jemelja
- Maria Kravtjunovskaja
- Georgij Milljar som Gorokh
- Sofia Terenteva
- Lev Potjomkin